# 杨震 (1952年)
杨震（1952年11月—），中国黑龙江省哈尔滨市人，中共党员，教授，研究方向为物权法、公司法、继承法、法价值哲学等。黑龙江大学党委书记，第十二届中国全国人大代表，享受中国国务院特殊津贴，出版多部学术著作，担任中国法学会理事等多个学术兼职。

## 部分著作
《法价值哲学导论》，中国社会科学出版社，2004年；
《民法学》，中国人民大学出版社，2009年；
《物权法》，中国人民大学出版社，2009年；
《侵权责任法》，法律出版社，2010年；
《农业经济概论》，中国经济出版社，1991年。

## 学术兼职
中国法学会理事、中国民法研究会副会长；
黑龙江省法学会副会长、黑龙江省博士学术研究会副会长、黑龙江省科技经济顾问委员会委员、哈尔滨市人大常委、法制委员会副主任。